# Raniliella testudo
Raniliella testudo är en insektsart som beskrevs av Sjöstedt 1921. Raniliella testudo ingår i släktet Raniliella och familjen gräshoppor. Inga underarter finns listade i Catalogue of Life.